# ماونتن ویو (میزوری)
مونتاین ویو (به انگلیسی: Mountain View) یک شهر در ایالات متحده آمریکا است که در شهرستان هوول، میزوری واقع شده‌است. مونتاین ویو ۹٫۷۱ کیلومتر مربع مساحت و ۲٬۷۱۹ نفر جمعیت دارد و ۳۴۸ متر بالاتر از سطح دریا واقع شده‌است.